# 힐러리 로다
힐러리 로다(Hilary Rhoda, 1987년 4월 6일 ~ )은 미국의 모델이다.